# Block 104 (Berlin)

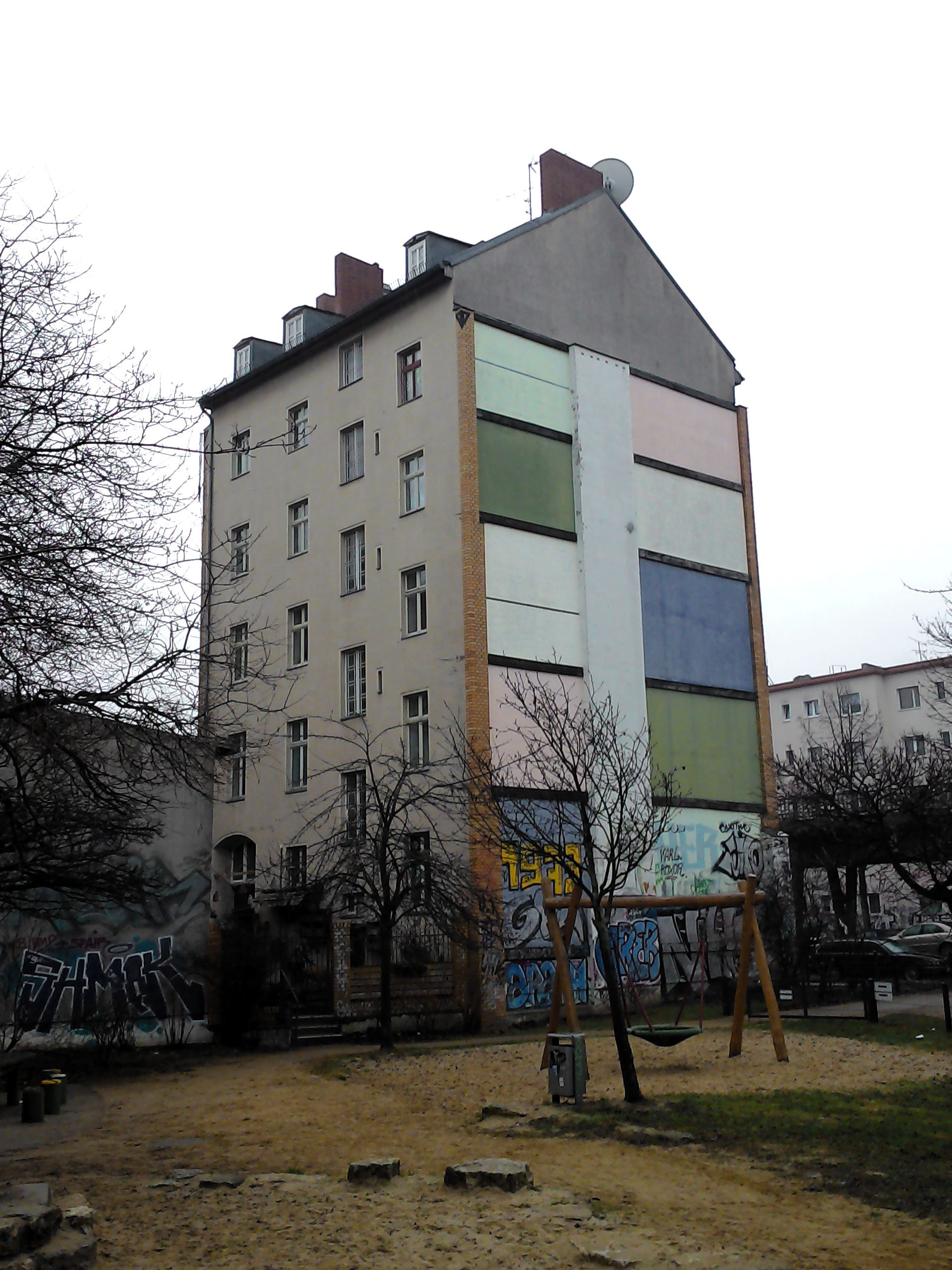
Einzig verbliebenes Haus an der Skalitzer Straße

Der Block 104 bezeichnet ein städtisches Gebäude-Ensemble in Berlin, in Kreuzberg (SO 36), das ursprünglich aus Altbauten zu Wohn- und Gewerbezwecken bestand. Der Block 104 wurde ab 1977 bis Mai 1981 im Rahmen der Flächensanierung zu zwei Dritteln abgerissen und sollte vollständig mit Neubauten versehen werden. Diese Planung wurde letztlich durch die Anwohner der umliegenden Blöcke im Zusammenhang mit dem taktischen Geschick der „IBA-Altbau“ 1983 verhindert und war ab 1980 schon durch das besetzte Haus Oranienstraße 198 am Heinrichplatz blockiert.
Der Block 104 stand danach mit dem benachbarten Block 103 im Brennpunkt der Behutsamen Stadterneuerung in Berlin und markiert das Ende der Flächensanierung.
Das alternative Konzept einer Begrünung der durch den Abriss entstandenen Freiflächen wurde ab 1990 realisiert. Der Park befindet sich in der Skalitzer Straße in der Nähe der U-Hochbahnstation Görlitzer Bahnhof.

## Lage
Der Block 104 wird begrenzt von der Kreuzung Skalitzer Straße mit der Mariannenstraße nach Norden zur Kreuzung mit der Oranienstraße am Rio-Reiser-Platz (früher Heinrichplatz). Oranienstraße und Skalitzer Straße bilden nach Osten zur U-Hochbahnstation Görlitzer Bahnhof einen spitzen Winkel, der als „Blockspitze“ bezeichnet wird.
Die alten Stadtteile Berlins sind in ihren Grundrissen traditionell in Blöcke geteilt. In der Zeit der Gründerjahre wurden die neu entstehenden oder erweiterten Stadtviertel in diesen Blockstrukturen geplant, nummeriert und errichtet. Die Nummerierung erfolgte nicht planmäßig in der Fläche, sondern nach der Reihenfolge der Bebauung. Da sie fast gleichzeitig erstellt wurden, schließt nördlich der Oranienstraße zwischen Mariannenstraße, Manteuffelstraße und Naunynstraße der Block 103 an.

## Geschichte des Block 104

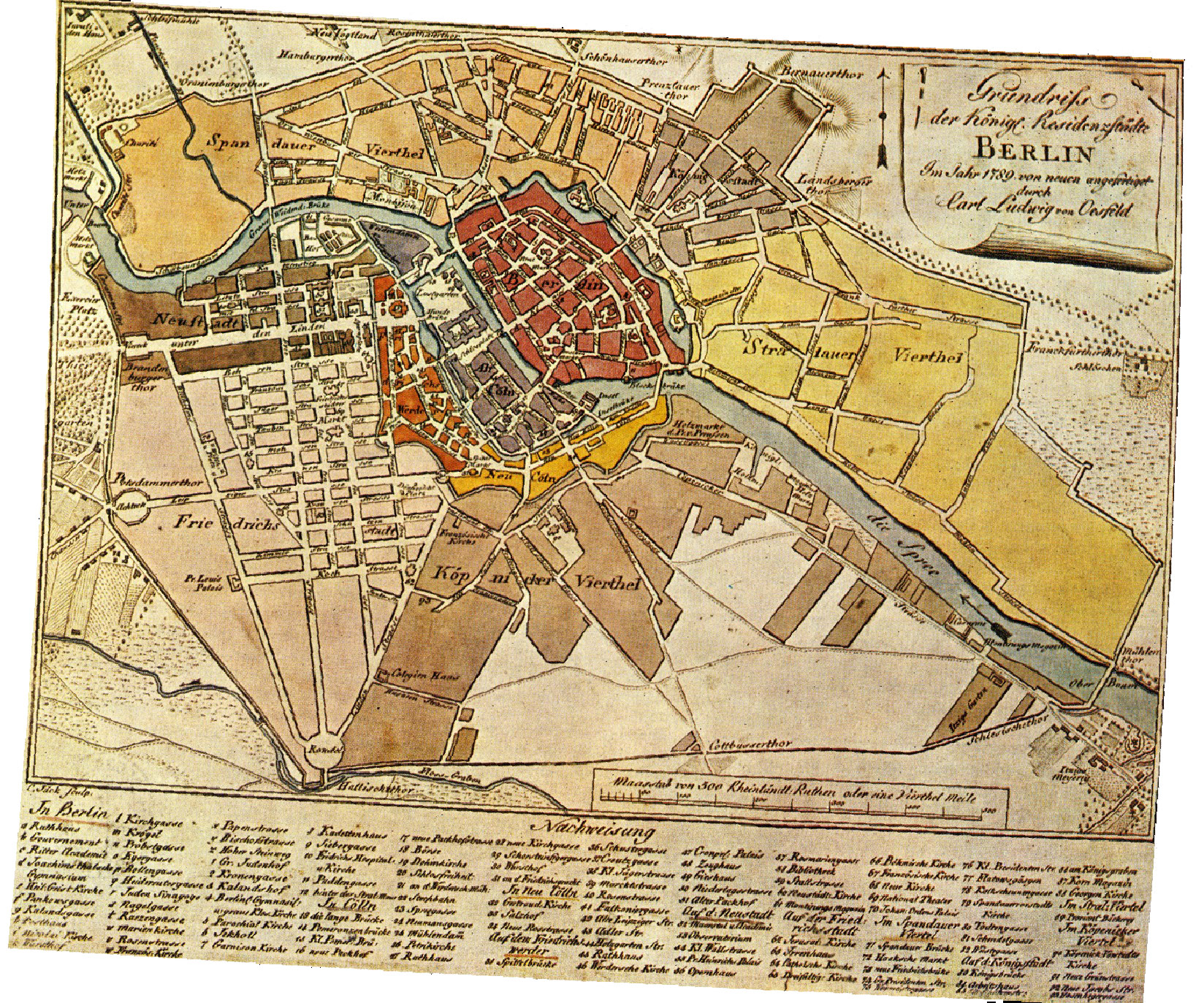
Plan 1789. Der Südwesten wird zur Luisenstadt / Kreuzberg

### Ursprüngliche Lage
Das Gelände im Südosten Berlins, direkt außerhalb der Stadtmauern, war um 1750 unregelmäßig bis auf die Höhe des heutigen Moritzplatz bebaut und wurde „Cöpenicker Vorstadt“ genannt. Das sich daran anschließende „Cöpenicker Feld“ zog sich ab dem noch mauerbewehrten Stadtkern nördlich entlang der Spree (der Köpenicker Straße) zum Schlesischen Tor hin und wurde südlich umrandet von der Akzisemauer („Zollmauer“), die sich von dort entlang der Trasse der heutigen Hochbahn U1 zum Halleschen Tor zog. Das Gebiet wurde später Luisenstadt benannt und war kleiner als das heutige Kreuzberg SO 36, doch zählte noch ein Teil des östlichen, heutigen Kreuzberg 61 dazu. Nachdem die Planung für das Cöpenicker Feld lange nicht vorankam, wurden auf dem „Schmid-Plan“ von 1825 erstmals auch Straßenzüge festgelegt und hier ist das Dreieck des späteren Block 104 zu erkennen.

### Stadterweiterung im Süden Berlins
Bereits „1812 erging durch den Innenminister Sack eine Verfügung an den Polizeipräsidenten LeCoq, einen Bebauungsentwurf für das Köpenicker Feld aufzustellen.“ Offenkundig geschah vorerst jedoch nichts.
„Die Beschäftigung mit dieser Stadterweiterung nach Süden bis zur Akzise und zum Landwehrgraben reicht bis ins Jahr 1820 zurück, als man begann, Stadterweiterung für die rapide wachsende Bevölkerung vorzusehen.“
„Der Widerstand gegen die Bebauung war beträchtlich, denn dieses Gebiet […] stellte die größte, zur Stadt gehörige Agrarfläche dar.“
Eine erste Planung von August Ferdinand Mandel wurde im Auftrag des (preußischen) Handelsministers von Bülow zwei Jahre später von Johann Carl Schmid (1825) überarbeitet und 1826 vom preußischen König Friedrich Wilhelm III. verabschiedet. Der Plan orientierte sich aus Kostengründen (Entschädigungen) an bestehenden Feldgrenzen, doch entscheidende Voraussetzung blieb das „Herauslösen der Felder aus der alten Agrarordnung. Dieser Prozeß dauerte von 1820 bis nach 1845, da die Landbesitzer das ökonomische Potential ihres Bodens als Bauland noch nicht einzuschätzen wußten und daher Widerstand anmeldeten.“

### Der König als Planer
Währenddessen schaltete sich der Kronprinz Friedrich Wilhelm mit einem völlig anderen Ansatz ein, „indem er eine großzügige Gartenstadt mit Villenbebauung und Schmuckvierteln, Boulevards, Wasserläufen, Erholungsgebieten für die Bevölkerung und großen intakten Agrarflächen vorsah.“
Nach seinem Regierungsantritt 1840 als Friedrich Wilhelm IV. beauftragte der königliche Neuplaner den Gartenarchitekten Peter Joseph Lenné mit der weiteren Bearbeitung seiner Vorstellungen für die hier zu begründende „Luisenstadt“. Der neue König hatte auch die Öffentlichkeit überraschend Lenné als „Chef-Stadtplaner“ Berlins in der Nachfolge von Karl Friedrich Schinkel berufen.
Nun entstand durch Lenné 1843 ein differenzierter Grundriss zur Bebauung – als „villenartiger Vorortbereich mit Naherholungscharakter“.

### Der Polizeipräsident als Bauherr
Die beiden großzügigen Visionäre – der König und sein Planer – hatten jedoch zum einen nicht die Erfordernisse der Zeit bedacht, die sich aus der Massenzuwanderung der (Land-)Bevölkerung im Zuge der beginnenden Industrialisierung ergaben, zum andern nicht den Umstand, dass „die Preußische Städteordnung des Freiherrn von Stein […] an Berlin spurlos vorübergegangen war. Berlin kam nicht in den Genuß der Selbstverwaltung, weil es Hohenzollernresidenz war; und die Residenzen waren von der Selbstverwaltung ausgeschlossen. In allen anderen Städten unterstand die Polizei dem Magistrat. In Berlin gab es eine Staatspolizei, die dem Magistrat übergeordnet war […] und somit (war) der Polizeipräsident der oberste Bauherr. Das vornehme Wesen [der Neuplaner] trieb der Berliner Polizeipräsident […] sehr schnell aus, indem er grundsätzlich Hinterhäuser und Seitenflügel befahl. […] Fünfeinhalb Meter im Quadrat mußte der Hof groß sein, aber die Häuser durften sich über zwanzig Meter hoch erheben.“

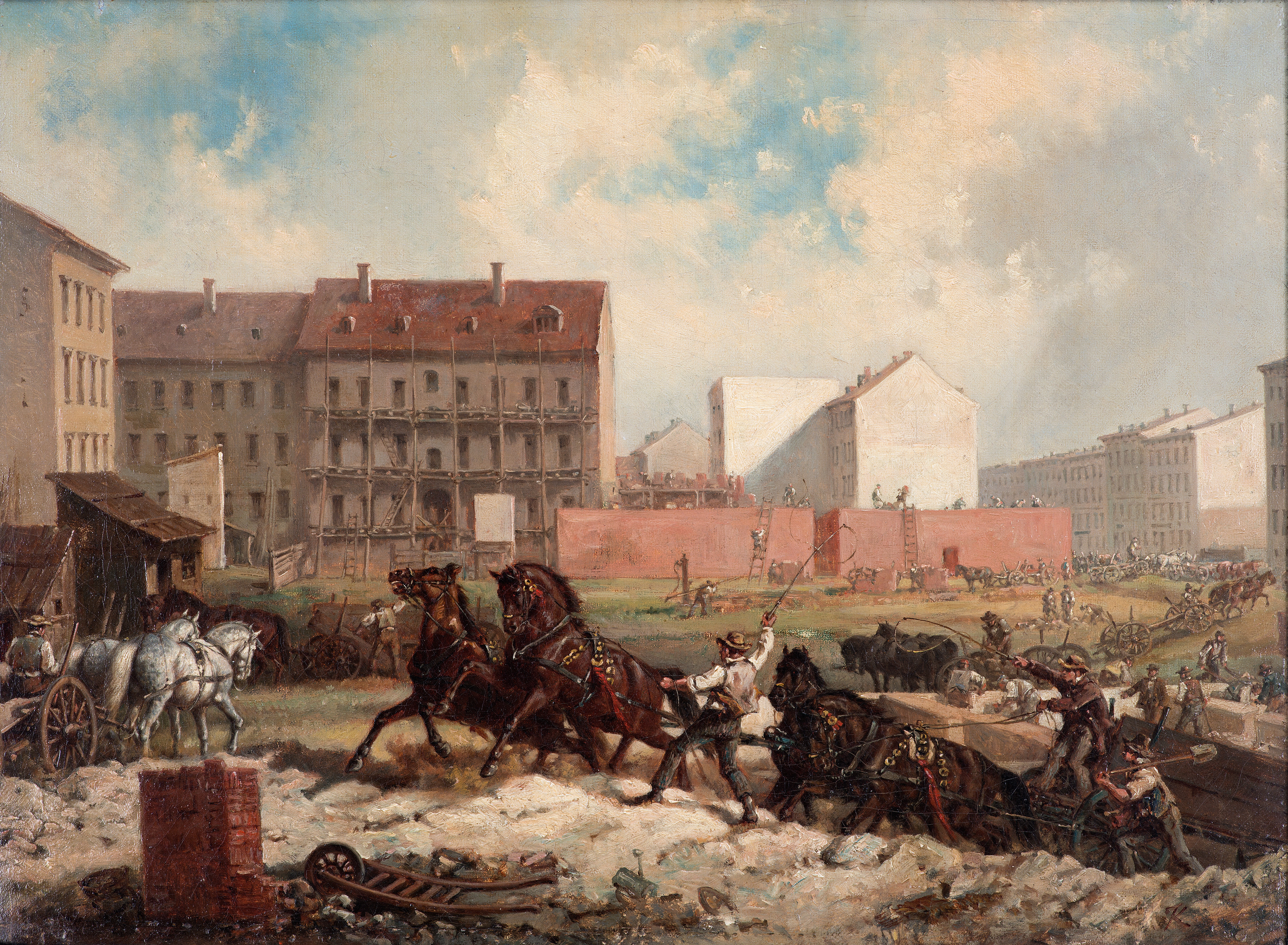
Tempo der Gründerjahre, Bauarbeiten in der Grenadierstraße (heute: Almstadtstraße), um 1875

So kam es zur Eigenart eines hochherrschaftlichen Grundrisses in der Luisenstadt mit der Bebauungsausführung einer „Polizeiarchitektur“. Kommentar Walter Kiaulehn: „Für das Volk der neuen Weltstadt bauten nur noch die Maurermeister. Sie vollzogen den Befehl des Polizeipräsidenten, die größte Mietskasernenstadt der Welt zu errichten.“
Nach der Polizeiordnung von 1853 „setzte dann auch die Bautätigkeit rasant ein.“ Es folgte eine weitere, „viel restriktivere Bauordnung“ (1887), nochmals verschärft 1897 – mit der Absicht und Wirkung, immer mehr Menschen auf derselben Bodenfläche unterbringen zu können. Und „die spekulativen Möglichkeiten hinsichtlich Dichte, Grundstücksausnutzung und Stockwerkszahl“ wurden dabei intensiv genutzt.
1861 (berichtigt 1865) brachte schließlich der Hobrecht-Plan die neuen Realitäten aufs Papier. 1867 wurde die Akzise-Mauer abgerissen und das Gelände bis zum „Landwehrgraben“ mit einbezogen – dort stand bereits der 1866 auf freiem Feld errichtete Görlitzer Bahnhof.
„In den späten achtziger Jahren ist der Blockrand [des Blocks 104] geschlossen bebaut. […] Erst der Straube-Plan von 1902-1910 zeigt die maximale Verdichtung des Blocks: mit Seitenflügeln, Quergebäuden, Remisen, Stockwerksfabriken.“

## Block 104 im 20. Jahrhundert
Vermutlich durch die Bauintensivierung durch die Polizeiordnungen ab 1877 und die dadurch doch allmählich erstickte Großzügigkeit der ursprünglichen Grundriss-Planung mit Boulevards und Freiflächen …

„… (ziehen) zwischen 1874 und 1914 […] viele der wohlhabenderen Leute aus. […] Es herrscht eine unbeschreibliche Enge und Geschäftigkeit, die Wohnverhältnisse sind oft katastrophal. […] Viele Vermietungen sind illegal, die Baupolizei kommt dagegen nicht an. Nur die Hauspartien um die Plätze, so auch die Gebäude [… des] Blocks am Heinrichplatz, sind von vornehmerem Anstrich.“

Bis 1890 wurde das Gebiet an die Wasser- und Gasversorgung angeschlossen, 1894 fuhren durch die Oranienstraße zwei Linien der Pferdebahn, später mehrere Linien der Straßenbahn. Ab 1896 wird die Hochbahntrasse zwischen Warschauer Brücke und dem Bahnhof Berlin Zoologischer Garten gebaut – 1902 der östliche Teil in Betrieb genommen.

### Lebenswelten
In den Erinnerungen der Bewohner – wie von Butlar/Endlich aufgezeichnet – stehen neben den beengten Umständen auch „soziale Überschaubarkeit und intensive Nachbarschaftsbeziehungen […] des Blockinnenlebens, während hektischer Verkehr, eine Vielfalt von Läden, Restaurants und Lokalen, »feinere« Vorderhauswohnungen und -fassaden Stadtbild und Atmosphäre am Heinrichplatz und entlang der sich dort kreuzenden traditionsreichen Straßen bestimmen.“ Die Oranienstraße gilt als der „Kudamm der Luisenstadt“. 1928/29 setzte die Elektrifizierung ein.
Die Erinnerungen sind belebt durch die Kinder-Zeit: „Wilde Cliquen“ (zumeist Jungs, aber auch ein paar Mädels), spielten, tobten und prügelten sich nach Blockzugehörigkeit, später prügelten sich KPD, SPD und NSDAP, bis schließlich die Nazis ab 1933 den Widerstand ihrer Gegner erstickten und die Gewalt sich auf die jüdischen Mitbewohner konzentrierte.
Das jüdische Leben war im und um den Block 104 entwickelt wie überall in Berlin, die Schicksale und Ereignisse waren ähnlich – „die jüdischen Bürger aus dem Block und dem Quartier erlebten die Nachkriegs-Jahre nicht. Sie emigrierten früh oder wurden deportiert und umgebracht. […] Die Entfernung von Bauakten-Vorgängen aus diesem Zeitabschnitt […] legt die Vermutung nahe, daß […] interessierte Kreise nach dem Krieg versuchten, belastende Vorgänge komplett zu beseitigen.“
In vielen Aspekten „ein typischer Block“: er „hat genau die soziale und bauliche Mischung aus Wohnen und Gewerbe herausgebildet, wie sie unter dem Namen »Kreuzberger Mischung« bis heute bekannt ist.“
Im Fazit lässt sich ebenfalls feststellen, dass die Ausgangsposition mit der Grundriss-Planung als ‚Villenviertel‘ und der Realisierung als Mietskasernenstadt zu einer eigenartigen Mischung von ‚herrschaftlicher Weitläufigkeit‘ und Enge führte, die trotz aller Umstände von damals bis heute zu einer hohen Identifikation der Bewohner mit ihren ‚Kiezen‘ oder Blöcken führte.

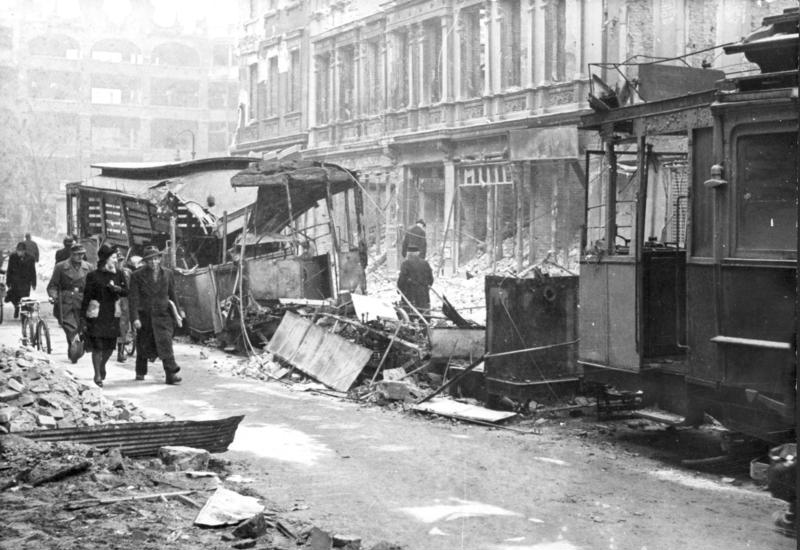
Oranienstraße 1945

### Zweiter Weltkrieg
Die Gebäudeschäden durch die Bombardierungen Berlins blieben westlich des Kottbusser Tor relativ gering – auch da sich die von hohem Artillerie-Einsatz begleiteten Kämpfe in der Schlacht um Berlin auf den Görlitzer Bahnhof konzentriert hatten und dabei die umliegenden Stadtbereiche weitgehend verschont blieben. Die Sowjettruppen hatten das Viertel auf ihrem Weg ins Zentrum Berlins rasch durchquert.
„Die Gebäude entlang des Heinrichsplatzes und der Oranienstraße sind – mit Ausnahme der 195 – praktisch intakt geblieben.“ Die Reihe an der Skalitzer Straße wies Schäden auf, das große Eckhaus auf der Blockspitze war zerstört und wurde 1956 abgeräumt, komplizierte Erbschaftsverhältnisse verhinderten eine Neubebauung.

### Nachkriegsplanungen
Die Zerstörungen wollten moderne Planer (Scharoun-Plan, 1946) nutzen, um eine „aufgelockerte Stadt“ zu bauen, „das alte Zentrum sollte durch drei in den Funktionen entmischte bandartige Stadtbereiche ersetzt werden.“ Ein maschenförmiges Schnellstraßennetz sollte Berlin durchziehen und ein Autobahnkreuz auf dem Oranienplatz hätte die Luisenstadt fast völlig zerstört – zwischen Landwehrkanal und dem Bethanien (dem Weiterbestand beschieden war) waren nur noch „Arbeitsgebiete“ vorgesehen. Die Realitäten von Trümmerwüste, Wohnungsnot und Stadtreparatur, zerschlagener Infrastruktur und desolatem Zustand der Industrie kippten diesen Bauwahn – es ging bis Ende der 1960er Jahre in den Innenstadtquartieren eher gemächlich voran. Werner Orlowsky, später Kreuzberger Baustadtrat: „Man nahm wahrscheinlich solche Planungen gar nicht ernst.“ Die neu entstehende Bauindustrie in Ost und West zog außerhalb – in der „Peripherie“ – Trabantenstädte hoch. Erst als dort die notwendig mit aufzubauende Infrastruktur zu sehr auf die Gewinne schlug, setzte sich die Idee durch, auf die bestehenden Verkehrs- und Versorgungsnetze der Stadt selbst ‚zu bauen‘ – das Alte möglichst vollständig abzureißen und durch Neubau zu ersetzen: „in dem Bewußtsein“ – wie die IBA im Rückblick 1982 schrieb –  „daß in den Sanierungsgebieten die falschen Nutzungen sind, die falschen Häuser stehen und die falschen Menschen wohnen.“

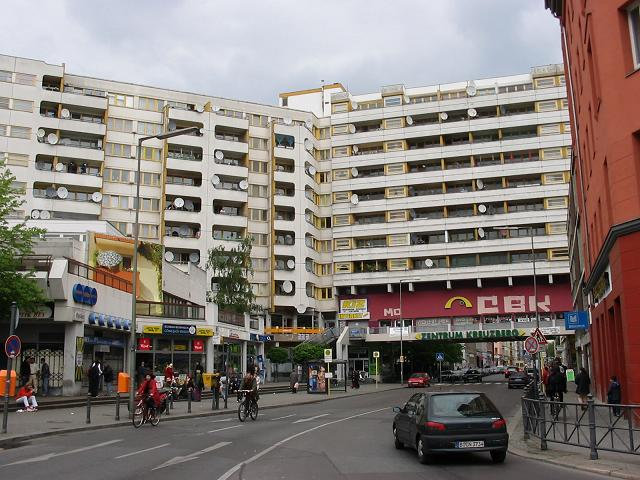
Neues Kreuzberger Zentrum (NKZ)

„Entmietung, Abriß und Neubau dauerten jedoch in den großen, kleinteilig genutzten Blöcken des Sanierungsgebietes Kottbusser Tor mit den zahlreichen Einzeleigentümern […] viel länger als geplant.“
„Dennoch kam der Abriß voran und der Neubaukomplex »Neues Kreuzberger Zentrum« […], ein 1974 unter verwerflichen Bedingungen, teils mit illegalen Methoden zustandegekommenes privates, öffentlich gefördertes Spekulationsobjekt, hatte den Anwohnern drastisch vor Augen geführt, wie die neue Realität in ihrem Quartier aussehen würde. Herr Orlowsky: […] Das war der Zündfunke.“
Für die nächste Etappe im ‚Kahlschlag-Programm‘ war der Block 104 vorgesehen – er führte die Zukunft des „kleinen Kreuzberg“ noch einmal drastisch vor Augen und dort wurde dann letztlich die Flächensanierung gestoppt.

## Die 1970/80er Jahre

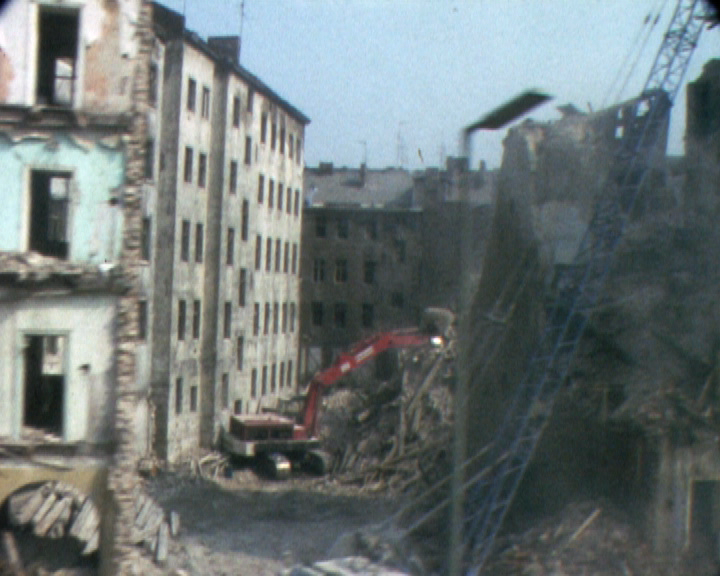
Abriss an der Skalitzer Straße

### Die Zerstörung
Ab Mitte der 1970er Jahre wurde der Block 104 entmietet, da im Rahmen der Flächensanierung sein vollständiger Abriss und eine neue Bebauung vorgesehen war. Unterschiede in der Qualität der Bausubstanz wurden nicht berücksichtigt. Die Abrisse wurden zwischen Juli 1977 und Mai 1981 durchgeführt.
Ende 1979 wohnen in den Häusern an der Skalitzer Straße (110 bis 120) nur noch vereinzelte Mietparteien – Nr. 118: „Eine türkische Familie wohnt im 5. Stock, doch die US-Army verwüstet das ganze Haus. […] Ein Hausbesitzer hat wohl aufgegeben (112). Doch die 114 ist noch immer vermietet und setzt sich zur Wehr.“

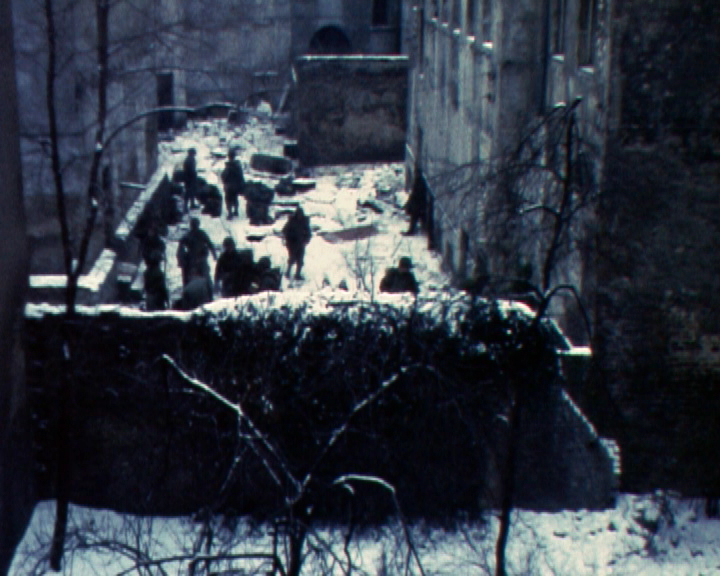
Die US-Army im Block 104

Nach der Entmietung wurde das bereits durch Zerstörung der baulichen Strukturen und Versorgungsleitungen stark ruinierte ‚Viertel‘ der US-Army im Winter 1979/1980 zu Häuserkampf-Übungen frei gegeben:

„Ende Dezember verkündete Baustadtrat Gramatzky, daß es keine weiteren Militärübungen der US-Army in der Skalitzer Straße mehr gibt. Mitte Januar war es dann soweit: ein Stoßtrupp GI's wütete in den ehemaligen Häusern – inzwischen Ruinen. Entgegen allen Zusagen des Bezirksamtes an die Bevölkerung wurde Krieg gespielt und geübt. Keine Vorwarnung, kein dezenter Hinweis an die Anwohner.“

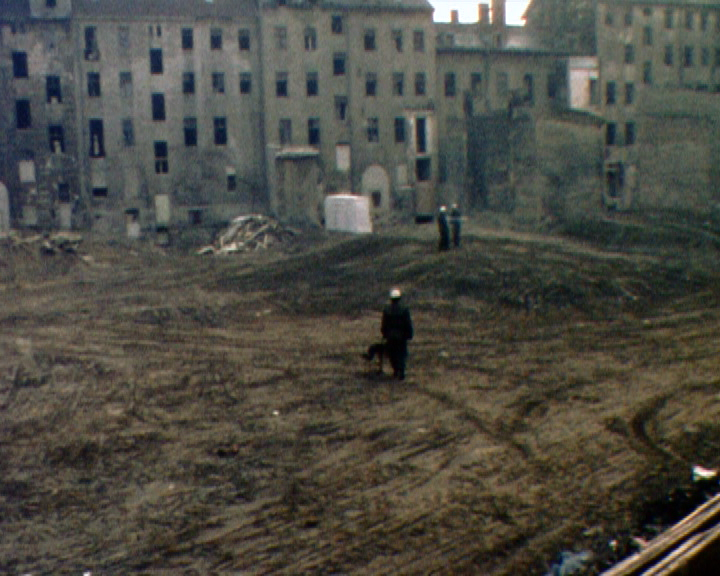
Kahlschlagbereich (während der Durchsuchung der „O 198“ im April 1981)

Anfang 1981 stand nur noch die entmietete und ruinöse Häuserzeile entlang dem Heinrichplatz und der Oranienstraße. Die Häuserreihe an der Skalitzer Straße war abgeräumt – lediglich der Eigentümer des Hauses Skalitzer Straße 114 hatte den Verkauf an die GSW (Gemeinnützige Siedlungs- und Wohnungsbaugesellschaft Berlin mbH) verweigert, so dass dieses Gebäude weiterhin vollständig bewohnt blieb. Im Nachhinein sehen Beteiligte es so, dass es für einen wirksamen Widerstand im Block noch zu früh war – „zu wenig junge Leute“ –, bereits zu viele Ausländer als Zwischenmieter.

### Haus Oranienstraße 198
Das repräsentative Haus wurde 1861 von einem Handwerksmeister mit zwei Seitenflügeln, Quergebäude, Ställen und Remisen gebaut und nach mehreren Besitzerwechseln 1878 vom Metallfabrikanten Arlt gekauft, der 1882 eine Stockwerksfabrik einbaut. In den folgenden Jahrzehnten kommt noch vielerlei Gewerbe auf dem Grundstück hinzu. Unklar ist, wann eine Frau Sara Abrahamson das Gebäude kaufte, das dann 1940 der Gastwirt Schünemann „übernimmt“, der unten seit 1928 eine Schankwirtschaft betrieben hatte. „1954 weist dann ein Dokument darauf hin, daß das Haus wieder in den Besitz der rechtmäßigen Erben der Familie Abrahamson überschrieben wurde.“ 1958 wurde das Fabrikgebäude in Wohnungen verwandelt. Die nächste Nachricht lautet dann von der Besetzung des Hauses.
Besetzung

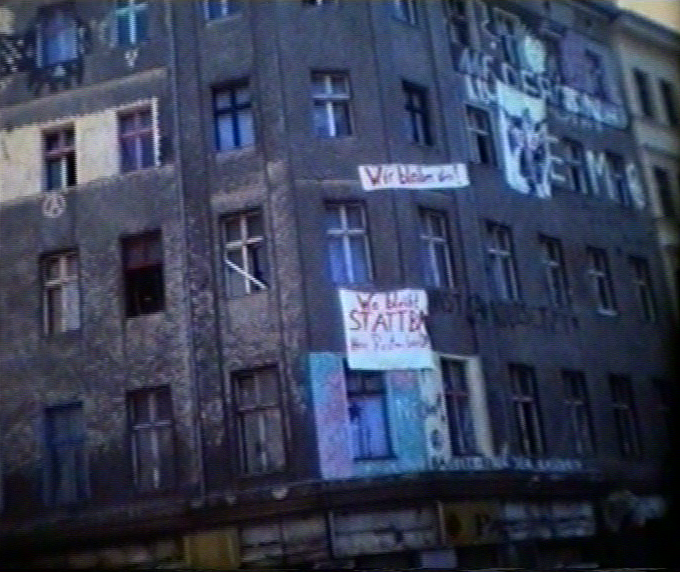
Das Eckhaus 198 am Heinrichplatz 1981

„Am 10. Oktober 1980 wurde das Haus besetzt.“ Infolge der Räumungsdrohungen der Polizei gab es noch ‚Fluchtbewegungen‘, doch „Mitte Mai [1981] hatte sich dann […] wieder ein fester Kern gebildet“, der Kontakte zu Stadtbau-Organisationen und der TU Berlin (zur praktischen Unterstützung) aufnahm.
Insbesondere ein ‚Alleingang‘ der Polizei hatte die Konsolidierung gefördert, da keine strafrechtlichen Handlungen ermittelt werden konnten: „7. April 1981: Im Morgengrauen werden zwei besetzte Häuser durchsucht: Turm (Leuschner Damm 9) und Oranienstr. 198 (Heinrichplatz). Die Besetzer werden vorläufig festgenommen, es wird Hausrat demoliert.“ Die Befürchtung der Besetzer und der zahlreich erschienen Unterstützer, dass eine anschließende Räumung erfolgen würde, bewahrheitete sich nicht.
Die „Winterfestmachung“ 1981/1982 wurde „vom Senat finanziert.“
Räumung und Zeltlager

Doch „am 18.6.83 wurde das Haus dann polizeilich geräumt.“ Anlass war eine Demonstration der Konservativen Aktion am Heinrichplatz, bei der es zu Auseinandersetzungen mit der Polizei kam. „Nach deren Angaben seien aus unserem Haus Steine geflogen. Das stellte sich später zwar als falsch heraus, hatte aber erst mal eine polizeiliche Durchsuchung zur Folge. Etwa 35 Leute von uns wurden zur Überprüfung mitgenommen und bis zu 8 Stunden festgehalten. […] Dann wurde uns mitgeteilt, daß das Haus geräumt sei.“
„Die Besetzer fanden Unterschlupf in „10-Personen-Zelten aus Senatsbeständen“, die von der St.-Thomas-Gemeinde organisiert wurden auf dem Kirchengelände am Mariannenplatz. […] Nach fast 10 Wochen Zeltlager konnten wir am 27.8.83 wieder ins Haus zurück und bekamen von Stattbau endlich Nutzungsverträge.“
Die Stattbau GmbH, die nach zähen Verhandlungen mit dem Berliner Senat als Sanierungsträger gegründet worden war, um besetzte Häuser mittels des neuen Sanierungskonzeptes zu legalisieren, sollte im Juni 1983 ihre Arbeit im benachbarten Block 103 mit 12 Häusern und der O 198 im Block 104 aufnehmen. Aus der Sicht von Stattbau:

„Allen war klar, diese Räumung war das Signal, daß das Stattbau-Konzept verhindert werden sollte. […] In Kreuzberg wurden alle Kräfte mobilisiert, um die Oranienstraße 198 für die geräumten Besetzer wieder zu bekommen, und um das Modell Stattbau für den Block 103 durchzusetzen. […] 10 Wochen lebten sie [die Besetzer] in den Zelten, jeweils 8 von ihnen durften täglich unter Kontrolle einer Architektengruppe 8 Stunden Instandsetzungsarbeiten im Haus machen. Das Durchhalten und Wohlverhalten der Besetz-A-Eck-Leute war gleichsam eine Art Feuerprobe für Stattbau.“

Der Vorgang war von erheblicher Bedeutung in der Berliner Stadtpolitik und führte Mitte Juli 1983 zu einem „Senatsbeschluß“, den die Senatoren Ulrich Rastemborski und Heinrich Lummer mitteilten: Nun „ist es amtlich: Stattbau wird vom Senat als Trägerverein für den Block 103 akzeptiert“. Von der O 198 war vorerst noch keine Rede.
Kurz darauf äußerten die Senatoren Rastemborski und Lummer gemeinsam Anfang August 1983, „daß von ihrer Seite keine grundsätzlichen Bedenken mehr gegen eine Übertragung des Grundstücks am Heinrichplatz an den Sanierungsträger Stattbau GmbH bestünden.“ Nach dem Rücktritt von Senator Rastemborski unterzeichnete der neue Bausenator Franke den Vertrag. Damit war klar, dass auch das Gebäude Oranienstraße 198 in das Sanierungs- und Legalisierungs'paket' von Stattbau einbezogen wird.

#### Legalisierung der „O 198“
„5. September 1983: Der Bausenator unterschreibt den Sanierungsvertrag, der STATTBAU als Sanierungsträger für die zwölf ehemaligen SAMOG-Häuser im Block 103 und für eins im Block 104 (Oranienstr. 198) einsetzt und verpflichtet, nach den zwölf Grundsätzen der behutsamen Stadterneuerung und den Konzepten der IBA zu handeln. Außerdem beinhaltet der Vertrag eine Privatisierungsklausel, die besagt, dass die Grundstücke den Nutzergruppen nach der Sanierung zur möglichst langfristigen Nutzung überlassen und Erbbaurechte eingeräumt werden sollen.“

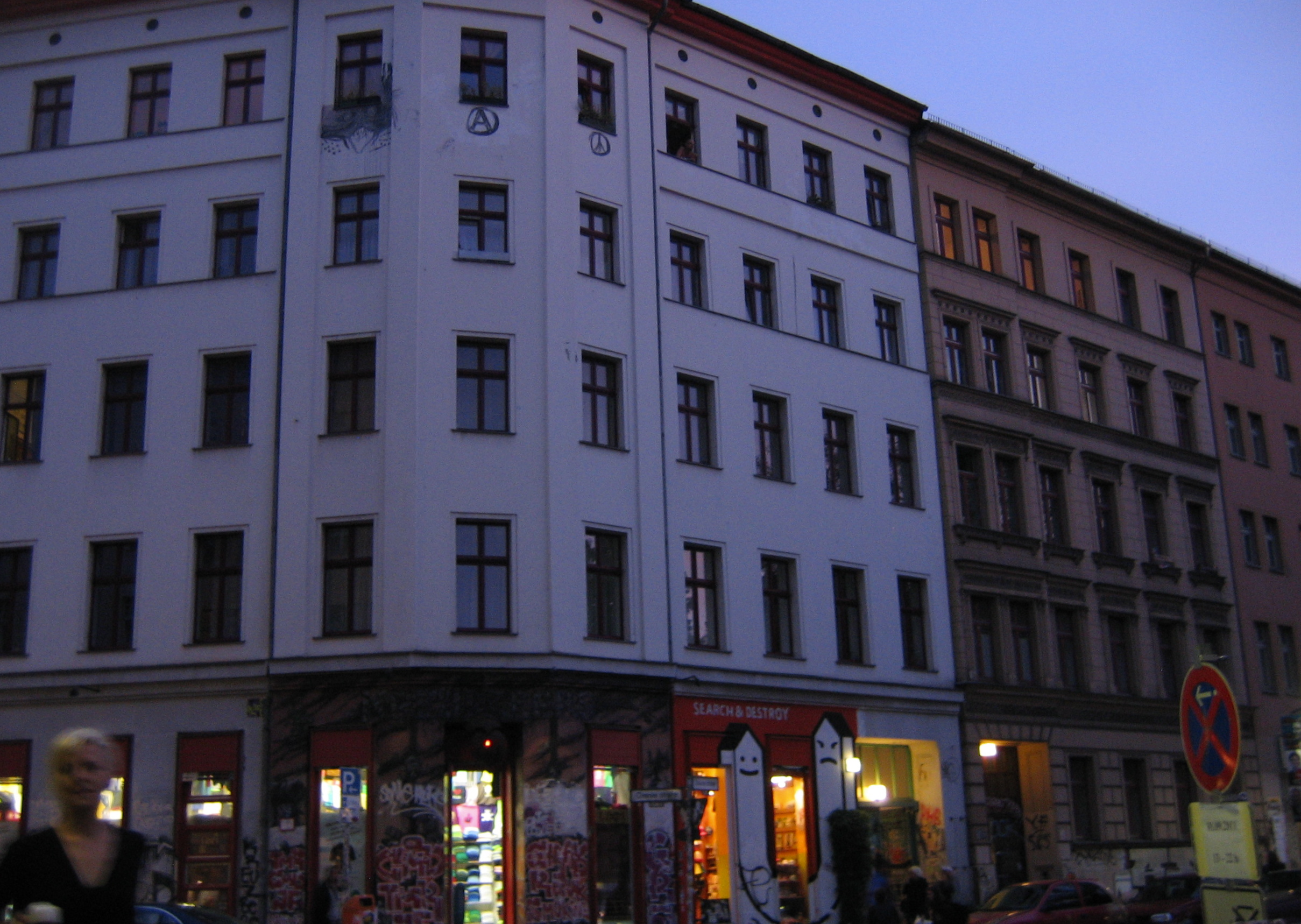
Das „BesetzA-Eck“ heute

„Gemeinsam mit ‚Stattbau‘ und der Architekturfakultät der Technischen Universität, unterstützt von S.T.E.R.N. und vielen Einzelpersonen, entwickelten die Bewohner ein neues Nutzungskonzept für große Gemeinschaftswohnungen und Dachausbau […] in Eigenarbeit. Dabei kam auf Initiative von ‚Stattbau‘ die Beschäftigung der meisten Bewohner in einem Projekt zustande, das mit Paragraph 19.1. des Bundessozialhilfegesetzes (‚Hilfe zur Arbeit‘) und ABM-Mitteln finanziert wurde. Eine Überführung des Hauses in die ‚Genossenschaft Luisenstadt e.G.‘ fand 1986 statt.“
„Die BewohnerInnen der Stattbau-Häuser gründeten 1986 die Genossenschaft Luisenstadt eG.“ Am 1. Januar 1990 wurden die Grundstücke von Stattbau an die Genossenschaft als Erbbaurecht übertragen.

## Weitere Entwicklung des Blocks
Als Anfang der 1980er Jahre klar wurde, dass durch den Widerstand des Eigentümers der Skalitzer Straße 114 das Gebäude stehen blieb und die ‚Blockspitze‘ wegen komplizierter Besitzverhältnisse frei bleiben musste, wurden die aktuellen Neubauplanungen aufgegeben und auf das so genannte „Integra-Programm“ (Integriertes Wohnen- und Arbeiten) von 1972 zurückgesetzt. Obwohl dieses einen ‚Strukturfehler‘ enthielt und aufgrund der weiter entwickelten Gesetzeslage nicht realisierbar war, hielt auch die IBA bis 1983 an dem Programm fest, das ebenfalls Neubauten entlang der Skalitzer Straße vorsah.
Später sagte Hardt-Waltherr Hämer, Planungsdirektor der IBA, man habe daran festgehalten, weil „die Modellmittel für die behutsame Stadterneuerung daran geknüpft waren. Der Bund hätte sich vom Heinrichplatz verärgert zurückgezogen, er hätte die Auszahlung der Modellmittel für die anderen Blöcke verweigert, wenn wir Integra verhindert hätten, denn er war schon verärgert über unsere Vorstellungen eines weitgehenden Erhalts in den übrigen Bereichen.“
Inzwischen kam jedoch zum Tragen, dass die Anwohner der umliegenden Blöcke (insbesondere aus dem Block 103), sich gegen eine Neubebauung von ‚104‘ wehrten. Auch Wirtschaftlichkeitsbedenken wurden erhoben, da die der U-Bahn zugewandten Wohnungen und auch der allgemeine Platzmangel „alle möglichen Sondereinrichtungen“ erfordert hätten.

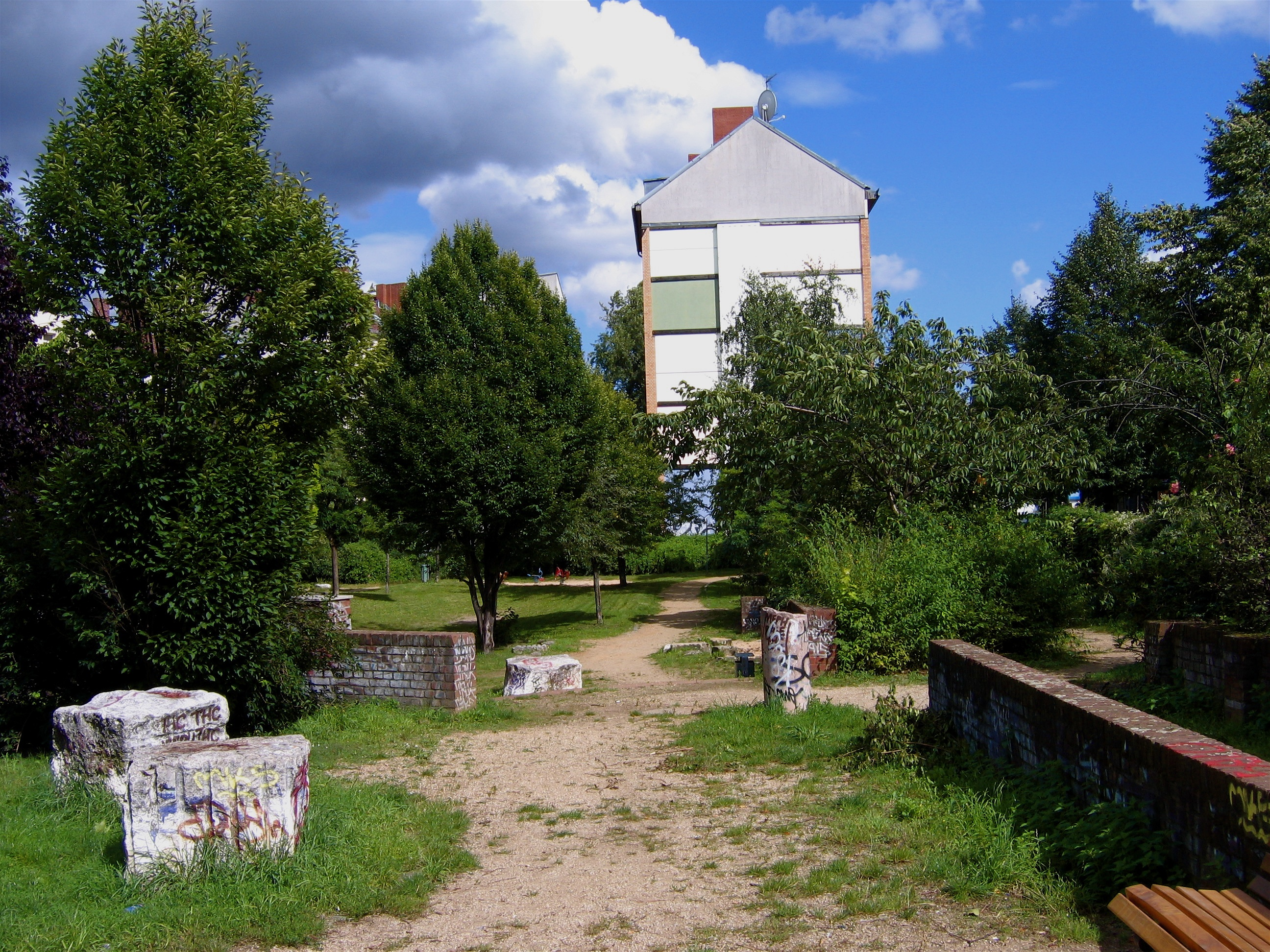
Der Park im Jahr 2011

„In einer gemeinsamen Sitzung beschlossen daher Bezirk, Senat, GSW und IBA 1983, das Integra-Projekt fallenzulassen.“
Mittlerweile lag auch ein Parkkonzept unter dem Stichwort »Blockgeschichte als Grundlage für Grünplanung« (vor), das von dem Landschaftsarchitekten Hermann Barges gemeinsam mit Anwohnern aus dem Block entwickelt wurde, im Auftrag der S.T.E.R.N.-Gesellschaft, in Zusammenarbeit mit dem Kreuzberger Gartenbauamt: „Eine große »Pflanzenwand« entlang der Skalitzer Straße [… und] Elemente der früheren Blockinnenbebauung sollten in Form von Mauerabgrenzungen und Niveausprüngen im Park wieder aufgenommen werden.“

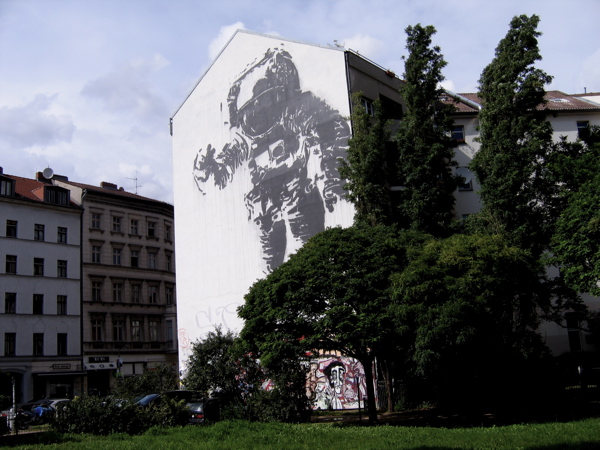
Parkecke (2011) mit Blick auf Wandbild Astronaut Cosmonaut

Das Konzept wurde 1986 vom bezirklichen Planungsausschuss übernommen und nach Ankauf der unbebauten Grundstücke auf der Blockecke durch das Land Berlin 1987 realisiert. Zu einem Zwischenspiel führte 1988 die Forderung des Senators für Stadtentwicklung und Umweltschutz, anstelle des Parks wieder Wohnungsneubauten zu errichten und „in überstürzter Weise beschloß die damalige Mehrheit im Abgeordnetenhaus […] die Mittel für den Blockpark zu sperren.“ Die neue rot-grüne Koalition ab Frühjahr 1989 hob diese Beschlüsse wieder auf. Ab 1990 wurde der Park realisiert.
„Mit 4,3 Millionen DM war er fast dreimal so teuer wie vorgesehen. Der geplante Stadtplatz [auf der Blockspitze] kommt stadträumlich überhaupt nicht zur Geltung und ist eher eine Art Abstandshalter […] Er wird heute durch einen Imbiß und durch Gastgärten benachbarter Restaurants genutzt.“

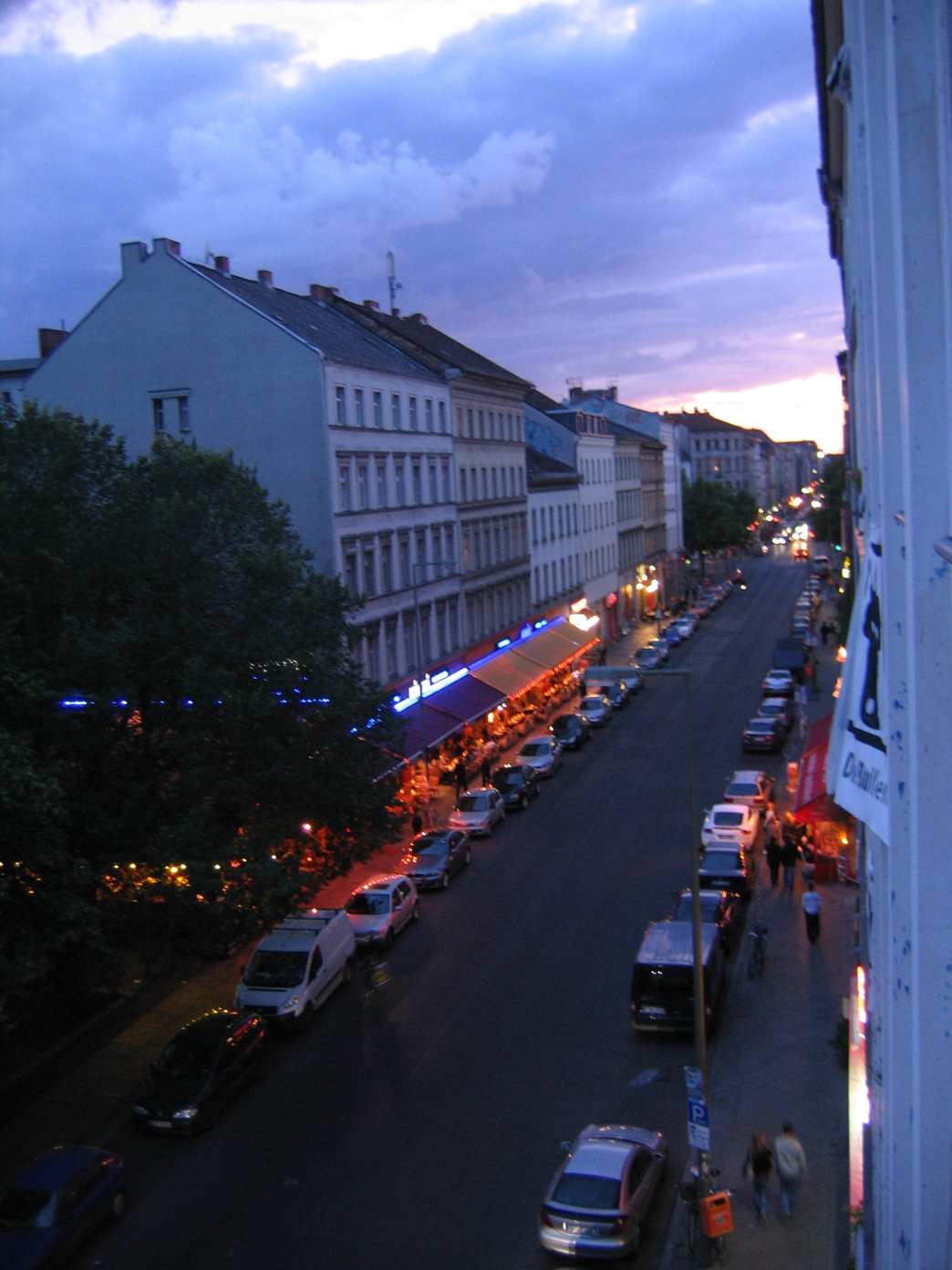
Häuserzeile an der Oranienstraße

### Das Gebiet heute
„Der Block 104 ist ein Beispiel dafür, dass eine gescheiterte Planung nicht immer einen Verlust bedeutet, sondern auch Chancen für neue Konzepte ‚von unten‘ eröffnet. Die Gebäude im Block 104 sind alle in vergleichsweise gutem Zustand und verweisen auf eine solide Mieterschaft, der Park macht einen gut genutzten Eindruck, es gibt aber auch Anzeichen der für das ganze Quartier üblichen Probleme mit Verschmutzung und Vandalismus. Bemerkenswert ist der hohe Gebrauchswert der Begrenzungen aus Gabionen (mit Steinen gefüllte Drahtkörbe) zur Skalitzer Straße hin, die den Park effektiv gegen Lärm und Verkehr abschirmen.“
Im März 2023 wurde die komplett umgestaltete Grünanlage neu eröffnet, die 2024 den neuen Namen „Çetin-Mert-Park“ erhielt.